# Alphonsus Flavian D’Souza
Alphonsus Flavian D’Souza SJ (ur. 4 lipca 1939 w Mangaluru, zm. 30 kwietnia 2016) – indyjski duchowny katolicki, biskup diecezjalny Raiganj 1987-2016.

## Życiorys
Święcenia kapłańskie otrzymał 13 lipca 1971.
26 stycznia 1987 papież Jan Paweł II mianował go biskupem diecezjalnym Raiganj. 17 maja tego samego roku z rąk biskupa Linusa Gomesa przyjął sakrę biskupią. Funkcję sprawował aż do swojej śmierci.
Zmarł 30 kwietnia 2016.